# Carroll Quigley
Carroll Quigley (9 november 1910 - 3 januari 1977) was een Amerikaanse historicus en theoreticus van de Culturele evolutie (evolution of civilizations). Hij onderwees als professor aan de katholieke (jezuïeten) Georgetown University en schreef over globale samenzweringen, waarin volgens hem een Anglo-Amerikaanse bankierselite eeuwenlang samenwerkte om over de wereld bepaalde waarden te verspreiden.
De Amerikaanse president Bill Clinton kreeg als eerstejaars (1965) aan de Edmund A. Walsh School of Foreign Service aan Georgetown een 'B' na beide semesters van Quigley's cursus (een uitstekend resultaat voor een cursus waar bijna de helft van de studenten een 'D' of lager kregen). Clinton noemde Quigley in 1991, toen hij zijn presidentiële campagne met een speech in Georgetown begon, een belangrijke invloed voor zijn aspiraties en politieke filosofie. 
Quigley had ook een sterke invloed op de Speaker of the House Nancy Pelosi. Tijdens zijn les ontmoette ze haar toekomstig echtgenoot Paul Pelosi. 

## Levensloop
Quigley werd geboren in Boston en studeerde geschiedenis aan de Harvard University, waar hij zijn B.A., M.A. en Ph.D.  behaalde. Hij onderwees aan Princeton University, toen aan Harvard, en daarna van 1941 tot 1976 aan de School of Foreign Service van Georgetown University.
Van 1941 tot 1972, gaf hij een twee-semester cursus aan Georgetown over de ontwikkeling van beschavingen. Volgens zijn overlijdensbericht in The Washington Star, was dit voor veel alumni van Georgetowns School of Foreign Service "de meest invloedrijke cursus in hun undergraduate careers". Naast zijn academische werk, diende Quigley als consultant voor het United States Department of Defense, de United States Navy, het Smithsonian Institution, en de House Select Committee on Astronautics and Space Exploration in de jaren 1950. 
Hij was ook boekrecensent voor The Washington Star en contributor en editorial board member van Current History.
Quigley ging in juni 1976 met pensioen, na voor de vierde achtereenvolgende maal door de studenten van Georgetown te zijn vereerd met haar Faculty Award.
Hij stierf in het daaropvolgende jaar, na een hartaanval, in het Georgetown University Hospital.

## Geschreven werk
- The Evolution of Civilizations: An Introduction to Historical Analysis (1961)
- Tragedy and Hope: A History of the World in Our Time (1966)
- The Anglo-American Establishment: From Rhodes to Cliveden (1981)
- Weapons Systems and Political Stability: A History (1983)